# Santovenia de Pisuerga
Santovenia de Pisuerga és un municipi de la província de Valladolid, a la comunitat autònoma de Castella i Lleó.

## Demografia
| 1991 | 1996 | 2001 | 2004 |
| ---- | ---- | ---- | ---- |
| 1078 | 1556 | 2551 | 2688 |